# Europäisches Reiseinformations- und ‑genehmigungssystem

Die Staaten des Schengenraums:
EU-Schengenmitglieder (EU)
Schengenmitglieder (EFTA)
Schengenregeln noch nicht implementiert (CY)
Kooperierende Staaten (IRL)
Mikrostaaten außerhalb von Schengen mit offenen Grenzen

Das Europäische Reiseinformations- und -genehmigungssystem (ETIAS) (englisch European Travel Information and Authorization System) ist ein im Aufbau befindliches elektronisches Reisegenehmigungssystem der Europäischen Union (EU). Der Start des Systems wurde seit 2020 mehrmals verschoben und ist aktuell für Ende 2026 geplant.
ETIAS umfasst eine erweiterte Sicherheitsüberprüfung für Reisende in die Europäische Union und betrifft von der Visumpflicht befreite Drittstaatsangehörige. Diese werden vor ihrer Einreise in den Schengen-Raum überprüft, und erforderlichenfalls wird ihnen eine Reisegenehmigung verweigert. Ziel ist, die innere Sicherheit in der EU zu verbessern und die illegale Einwanderung zu verhindern, die öffentliche Gesundheit zu schützen und Verzögerungen an den Grenzen zu verringern, indem Personen, die möglicherweise ein Risiko in einem dieser Bereiche darstellen, vor ihrer Ankunft an den Außengrenzen der Europäischen Union ausgemacht werden.
Von ETIAS betroffen sind die Staatsangehörigen der Staaten, die für Kurzaufenthalte visumfrei in den Schengen-Raum einreisen können. 2014 waren das rund 30 Millionen Bürger.
Das ETIAS wird unterstützt durch die Europäische Agentur für das Betriebsmanagement von IT-Großsystemen im Raum der Freiheit, der Sicherheit und des Rechts (eu-LISA) sowie der Europäischen Agentur für die Grenz- und Küstenwache (FRONTEX).
Die Europäische Union schließt sich damit den bisherigen ähnlichen elektronischen Reisegenehmigungssystemen in den Vereinigten Staaten (ESTA), Kanada (eTA), Australien (ETA), Indien und anderen Staaten an.

## Rechtlicher Geltungsbereich

### Europäische Länder, die das ETIAS anwenden
Folgende 30 europäische Länder verlangen von Staatsangehörigen visumbefreiter Drittstaaten für den Kurzaufenthalt eine ETIAS-Reisegenehmigung:
- Belgien
- Bulgarien
- Dänemark
- Deutschland
- Estland
- Finnland
- Frankreich
- Griechenland
- Island
- Italien
- Kroatien
- Lettland
- Liechtenstein
- Litauen
- Luxemburg
- Malta
- Niederlande
- Norwegen
- Österreich
- Polen
- Portugal
- Rumänien
- Schweden
- Schweiz
- Slowakei
- Slowenien
- Spanien
- Ungarn
- Tschechien
- Zypern

### Staatsangehörige, die eine ETIAS-Reisegenehmigung benötigen (Nutzergruppe)
Staatsangehörige folgender visumbefreiter Staaten bzw. Gebietskörperschaften müssen für die Einreise zum Zwecke eines Kurzaufenthaltes sowie für den gesamten Zeitraum des Aufenthaltes in den Anwenderstaaten eine gültige ETIAS-Reisegenehmigung besitzen:
- Albanien
- Antigua und Barbuda
- Argentinien
- Australien
- Bahamas
- Barbados
- Bosnien und Herzegowina
- Brasilien
- Brunei
- Chile
- Costa Rica
- Dominica
- El Salvador
- Föderierte Staaten von Mikronesien
- Georgien
- Grenada
- Guatemala
- Honduras
- Hongkong
- Israel
- Japan
- Kanada
- Kiribati
- Kolumbien
- Kosovo
- Macau
- Malaysia
- Marshallinseln
- Mauritius
- Mexiko
- Moldau
- Montenegro
- Neuseeland
- Nicaragua
- Nordmazedonien
- Osttimor
- Palau
- Panama
- Paraguay
- Peru
- Salomonen
- Samoa
- Serbien
- Seychellen
- Singapur
- St. Kitts und Nevis
- St. Lucia
- St. Vincent und die Grenadinen
- Südkorea
- Taiwan
- Tonga
- Trinidad und Tobago
- Tuvalu
- Ukraine
- Uruguay
- Venezuela
- Vereinigte Arabische Emirate
- Vereinigtes Königreich
- Vereinigte Staaten

## Antragstellung und Gebühr
Bürger aus den Drittstaaten müssen vor Antritt ihrer Reise online eine Reisegenehmigung beantragen. Für jeden Antrag müssen erwachsene Antragsteller eine Reisegenehmigungsgebühr von 7,00 Euro zahlen. Für Minderjährige unter 18 Jahren und Erwachsene über 70 ist die Antragstellung kostenlos. Die Reiseangaben in jedem Antrag werden automatisch mit den EU-Datenbanken und den einschlägigen Europol- und Interpol-Datenbanken abgeglichen, um zu ermitteln, ob Gründe für die Verweigerung einer Reisegenehmigung vorliegen. Wenn keine Treffer oder keine sonstigen Elemente, die einer weiteren Analyse bedürfen, angezeigt werden, wird die Reisegenehmigung automatisch und zeitnah erteilt. Dies dürfte für die meisten Anträge der Fall sein.
Im Luft- und Seeverkehr tätige Beförderungsunternehmer müssen vor dem Einsteigen der Passagiere überprüfen, ob Drittstaatsangehörige, die der Reisegenehmigungspflicht unterliegen, im Besitz einer gültigen Reisegenehmigung sind. Ab drei Jahren nach der Aufnahme des Betriebs von ETIAS wird diese Pflicht auch für international tätige Beförderungsunternehmer gelten, die Gruppen von Personen in Autobussen befördern. Mit der Reisegenehmigung wird kein automatisches Recht auf Einreise oder Aufenthalt verliehen; die endgültige Entscheidung wird vom Grenzschutzbeamten getroffen.

## Gültigkeit
Eine ETIAS-Reisegenehmigung gilt für einen Zeitraum von drei Jahren oder bis zum Ablauf der Gültigkeit des bei der Antragstellung registrierten Reisedokuments (Reisepass) – je nachdem, welcher Zeitpunkt zuerst eintritt.

## Datenabgleich
Das künftige ETIAS wird die Angaben mit den folgenden Datenbanken abgleichen:
- Einreise-/Ausreisesystem (EES) (geplant)
- Schengener Informationssystem (SIS)
- Visa-Informationssystem (VIS)
- EURODAC (European Dactyloscopy) (Fingerabdruck-Identifizierungssystem)
- Europol Information System (EIS)
- Stolen and Lost Travel Documents Database (SLTD) von Interpol
- Travel Documents Associated with Notices (TDAWN) von Interpol

## Anzugebende Daten
Folgende Daten müssen voraussichtlich beim Ausfüllen des ETIAS-Formulars angegeben werden:
Informationen über den Antragsteller
- Familienname
- Geburtsname
- Vorname
- Künstlername
- Geschlecht
- Geburtsdatum
- Geburtsort und -land
- Informationen bezüglich der Staatsangehörigkeit
- Wohnanschrift
- E-Mail-Adresse
- Telefon bzw. Mobilfunknummer
- Ausbildung und Arbeitserfahrung
- Angaben zum ersten EU-Land, in das der Antragsteller beabsichtigt zu reisen. Der Antragsteller wird hierbei verpflichtet das erste angegebene Land beim EU-Eintritt aufzusuchen. Ein Weiterreisen kann auch mit ETIAS-Reisegenehmigung durch die nationalen Grenzbeamten in der EU noch unterbunden werden.
- sonstige Fragen bspw. zum Gesundheitszustand, zu getätigten Reisen in Kriegsgebieten oder Konfliktregionen oder in die der Antragsteller abgeschoben oder ausgewiesen wurde sowie frühere Einträge in Strafregister.
- bei Minderjährigen muss der Erziehungsberechtigte den Antrag für ETIAS stellen.
- Familienangehörige von EU-Bürgern aus einem anderen Land müssen Nachweise für die Beziehung, die Aufenthaltsgenehmigung und weitere Informationen einreichen.